# フマクト
フマクト（英: Humakt、原語（英語）での発音はヒューマクトに近いが、フマクトを日本語での定訳とする）は、『ルーンクエスト』の背景世界グローランサに登場する架空の神性。死と真実を司る神であり、大気の神ウーマス（Umath）の息子、オーランス（Orlanth）の兄。但し、「大いなる中立」を宣し、風の神々とは義絶している。

## 概要
トリックスターであるユールマル（Eurmal）が世界最初の「剣」である「死」（よって、死を司るルーンの形は剣の形を象ったもの（十字架の形）になっている）を発見した際に、これを「定命の祖父」（Grandfather Mortal）に使用し、殺害してしまう（殺害したのはユールマルであるとする神話もある）。以後、その子孫たる人間は死すべき定めとなった。フマクトやユールマルにまつわる神話は、いわゆる「死の起源神話」を架空神話の上で再現した好例となっている。
傭兵や戦士の神であり、勇気と栄誉を鼓舞する神である。ファンタジーRPGの定式的に、死の神＝悪の神と短絡するのではなく、死の神＝戦争の神、栄誉ある武人の神としている点がフマクトを個性的にしている。
彼の信徒（フマクティ、Humakti）は、死後、地界で来るべき神々の大いくさで大きな役割を担うことを心待ちにし、自らを鍛え続けている（この下りは明らかに北欧神話のエインヘリャルをモデルとしている）。そのため、彼の信徒は、黄泉帰りの魔法が実在する世界であるにもかかわらず、決して復活しようとはしない。もし誰かがフマクトの信徒をよみがえらせた場合は、その者を探し出して殺し、自殺しなければならないとまで信徒に求める分派も存在する。
また、このカルトではダガー、片手剣、両手剣（いずれも両刃の直剣。十字架＝死のルーンを模しているとされる）のみ所持を許されており、逆にバスタードソードの様な片手半剣の類やシミター等の曲刀は教義に反するとして所持を禁止されている。
フマクトのカルトでは身分や性別に対する偏見を持っておらず、男女問わず歓迎する（フマクトおよびフマクティは、身分や性別を「戦士にとって意味が無いもの」としているため）。戦士であり、規律を守り、名誉の規約（Honor Code）を守ると誓うかぎり、すべての種族が歓迎されるものの、非人間種族は少ない。それはカルトの規律を長期間維持できないからだという。
なおグローランサの他の神々同様、その神話に対する解釈は勢力により様々で「フマクトは風のルーンを自ら捨てて兄弟と義絶したのではなく、大暗黒の初めに北風の神殿で混沌の軍勢と戦ったときに奪われた」とする学説（なおこの学説の提唱者はフマクト信徒に殺された）もあれば、混沌の種族ブルーのようにフマクトを誇り高き武人ではなく、世界を破滅させる死の尖兵として崇める場合もある。
「死」の正当な所持者として、「真実」のルーンも持ち合わせることを象徴し、アヴァロンヒル第三版／ホビージャパン邦訳版では他のTRPGでの《デススペル》に相当する《霊魂放逐》や、誓いを破った相手を同呪文で攻撃するゲルマン民族のゲッシュをモチーフに持つと思われる《誓言》と言った呪文が特徴だったが、マングース版でトータルHPの概念がなくなった為か、これら呪文は二つともフマクトの呪文リストからは削除されが、2018年のケイオシアム社からの新版で復活している。

## 他の神々との関係
実弟オーランスによるイェルム殺害とその後の大混乱を恥じ、あるいは「死」が軽々しく扱われることを恐れてフマクトは血族である嵐の神々との絆を断ち切り、厳正中立の神となった。よって明確な友好関係、敵対関係を持たない。ただし、『死のルーンの正当所持者（死の根源力を司る）』として他の神が死のルーンを扱うことには穏やかならず、死のルーンを用いる下記の様な神々とはライバル/緊張、敵対関係にあるとされる。
- ゾラーク・ゾラーン（Zorak Zoran）

暗黒の戦神にして理由なき憎悪の神。ユールマルによる「死」発見の際にその一部始終を盗み見たため、それまで単なる暗黒の精霊に過ぎなかった彼は大いなる厄神となった。ゾラーク・ゾラーンによって振るわれた「死」の力とその災厄の大きさを鑑みれば、フマクトが「大いなる中立」を宣言したことがどれほど正しい決断であったかが分かる。
ゾラーク・ゾラーンはおろか、ゾラーク・ゾラーンのカルト自体が同じ「死」の力を持つカルトを敵視している。強力な「死」のルーンを持つフマクトを「不愉快で許せない相手」として特に敵視し、一対一の決闘を受けつつ、集団による騙し討ちでフマクト信者を倒す事を常套手段にしている。余談だが、バービスタ・ゴアに対しても、かつて持っていた斧頭（＝死のルーンの一部）を奪われた因縁から深い憎悪を抱いている。
- マリア（Mallia）

病の女神にして混沌神。暗黒と死のルーンに関係があり、じわじわと人を苦しめ、弱らせて殺すことを快楽とする彼女とその教えは、死を「栄誉ある武人の剣」として扱うフマクトにしてみれば「死」を汚す許すべからざる邪神である。
- ヤーナファル・ターニルズ（Yanafal Tarnils）

ルナー帝国の第一の軍神。七母神の一。かつてはフマクトの高位信者だったが、赤の女神に感化して寝返ったばかりか、カルトが持つ死の秘密を赤の女神の陣営にもたらした裏切り者。故に不倶戴天の敵として衝突しており、赤の女神の陣営と協調する事は決してない。
ただヤーナファル自身、個人の武を尊ぶフマクトカルトの方針に懸念を抱いていたのは事実だった。提唱した集団戦を一蹴され続けたことや父を殺した上に一門を追放した心無い者たちに対する恨みを募らせており、それがフマクトやその教えに対する不信と怒りを爆発させることとなり、直接対決にまで及んだ。フマクトのカルトが絶対に受け入れようとしない集団戦を、あえて取り入れようと苦心したヤーナファルは先見の明を持った革新的な人物であったと言えるし、一連の経緯を考えれば、裏切者と断ずるには不憫と言えるだろう。
- バービスタ・ゴア

復讐の女神。大地の守護女神でもあり、大地を汚すもの全てに復讐の戦斧を振り下ろす。特に近親相姦を最大の禁忌としており、近親相姦を行った者（特に男）を容赦なく殺戮する。フマクトとはそれほど仲が悪い訳ではないが逆に良いわけでもなく、女戦士が信者の大半を占めているため、フマクトを信仰する戦士とライバル関係になる事が多い（そもそもバービスタ・ゴアのカルト自体が男子禁制である。フマクトは女性の比率が少ないだけで女性の入信は歓迎している）。
ただ利害と状況が一致すれば、共闘する事も無いわけではないので、死のルーンを持つカルトの中ではフマクトに対して比較的理解があるとも取れる。
なお、バービスタ・ゴアは大暗黒期でのゾラーク・ゾラーンとの戦いにおいて、死のルーンの一部であった斧頭を奪い、己の武器とした。バービスタ・ゴアの女戦士の武器が戦斧と定められているのはこのためであり、ゾラ－ク・ゾラーンはそれ以後、棍棒を武器とせざるを得なかった。故にゾラーク・ゾラーン及びそのカルトは、バービスタ・ゴアとそのカルトも怨敵としている。